# گولیلمو مارسیلی
گولیلمو مارسیلی (ایتالیایی: Guglielmo Marsili؛ زادهٔ ۲ فوریهٔ ۱۹۴۶) بازیکن واترپلو اهل ایتالیا بود. وی در بازی‌های المپیک تابستانی ۱۹۷۲ شرکت کرده‌است.